# Tamayorkis
Tamayorkis – rodzaj roślin z rodziny storczykowatych (Orchidaceae). Obejmuje 4 gatunki występujące w Ameryce Północnej w Meksyku, Gwatemali i trzech stanach południowych Stanów Zjednoczonych - Arizona, Nowy Meksyk, Teksas.

## Systematyka
Rodzaj sklasyfikowany do plemienia Malaxideae, podrodzina epidendronowe (Epidendroideae), rodzina storczykowate (Orchidaceae), rząd szparagowce (Asparagales) w obrębie roślin jednoliściennych.
Wykaz gatunków
- Tamayorkis ehrenbergii (Rchb.f.) R.González & Szlach.
- Tamayorkis hintonii (Todzia) R.González & Szlach.
- Tamayorkis porphyrea (Ridl.) Salazar & Soto Arenas
- Tamayorkis wendtii (Salazar) R.González & Szlach.